# 해남군립도서관
해남군립도서관은 전라남도 해남군 소재의 군립 도서관이다.

## 연혁
- 1993 공공청사(교육청,경찰청) 이전부지 확보
- 1995 ~ 건립기금마련을 위한 ‘내고장 담배 사피우기’ 운동 전개
- 1999. 3 군민광장 조성공사 기본구상
- 2000. 7 군민광장 조성공사 착공
- 2002. 4 해남문화예술회관(군립도서관) 개관
- 2003. 11 ‘제6회 전국문화기반시설 관리운영평가’ 공공도서관부문 장려상
- 2009. 10 ‘2009 전국 도서관운영평가’ 대통령상
- 2010. 10 ‘2010 전국 도서관운영평가’ 문화체육관광부 장관상
- 2011. 10 ‘2011 전국 도서관운영평가’ 문화체육관광부 장관상
- 2012. 12 ‘2012 전라남도 시군 우수도서관평가’ 최우수상

## 이용 안내
이용 시간
- 어린이자료실(3층): 화 ~ 일 09:00 ~ 18:00
- 제1종합자료실(4층): 평일(화 ~ 금) 09:00 ~ 21:00 / 주말(토·일요일) 09:00 ~ 18:00
- 제2종합자료실(5층): 09:00 ∼ 18:00

휴관일
- 매주 월요일
- 법정 공휴일(일요일은 제외)
- 추석 및 설연휴